# Orthoporus araguayensis
Orthoporus araguayensis är en mångfotingart som beskrevs av Christoph D. Schubart 1947. Orthoporus araguayensis ingår i släktet Orthoporus och familjen Spirostreptidae. Inga underarter finns listade i Catalogue of Life.